# David Kopřiva
David Kopřiva (18. října 1979, Praha) je český veslař, reprezentant České republiky, olympionik, který získal stříbrnou medaili z Olympijských her. V Athénách 2004 získal stříbro ve veslování, v párové čtyřce společně s Jakubem Hanákem, Tomášem Karasem a Davidem Jirkou.